# Günter Kuntz

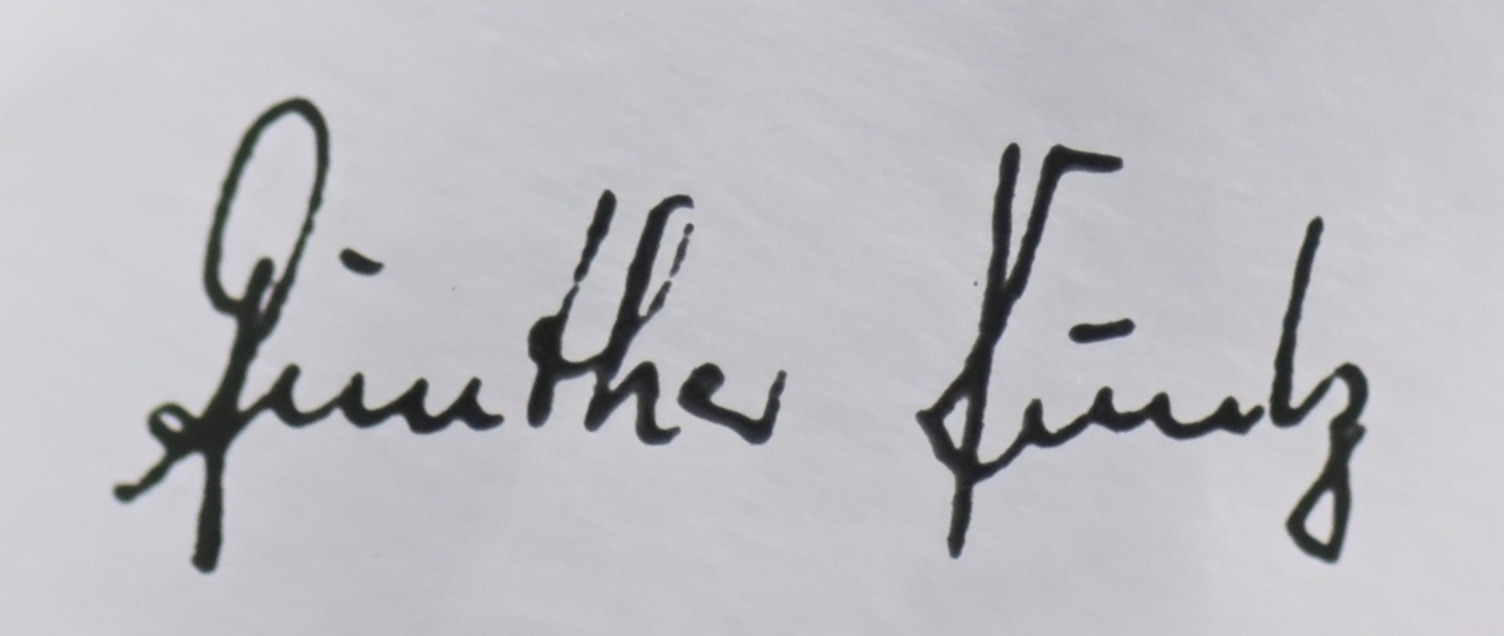
Unterschrift von Günter Kuntz aus den 1960er Jahren

Günter Kuntz (* 28. November 1938 in Kaiserslautern) ist ein ehemaliger deutscher Fußballspieler. Er ist der Vater von Stefan Kuntz.

## Spielerkarriere

### Oberliga Südwest, 1957 bis 1963
In der Runde 1957/58 absolvierte Günter Kuntz seine ersten dreizehn Spiele in der Oberliga Südwest für den VfR Kaiserslautern. Er erzielte sechs Tore, die Mannschaft vom Erbsenberg stieg aber als Tabellenvorletzter in die 2. Liga ab. Der zumeist als Linksaußen eingesetzte Kuntz konnte umgehend die Meisterschaft in der II. Division im Südwesten und damit den Aufstieg feiern. Aber auch im zweiten Anlauf – in der Runde 1959/60 bestritt er 27 Spiele mit sechs Toren – stieg er mit dem VfR Kaiserslautern aus der Oberliga ab.
Kuntz wechselte zur Runde 1960/61 in das Saarland zu Borussia Neunkirchen. In den drei letzten Runden der Oberliga-Ära von 1961 bis 1963 holten sich die Borussen aus dem Ellenfeld mit dem Angreifer Günter Kuntz zweimal die Vizemeisterschaft und 1962 den Titel im Südwesten. Mit dem Paradesturm Elmar May, Paul Pidancet, Rudi Dörrenbächer (37 Tore), Karl Ringel und Kuntz gewann Neunkirchen 1962 mit dem Torverhältnis von 102:29 die Südwestmeisterschaft und zog damit in die Endrunde um die deutsche Fußballmeisterschaft ein. Für Neunkirchen kam er in der Oberliga zu  51 Einsätzen, in denen er 32 Tore schoss. Nachdem die Saarländer 1961 in der Qualifikation mit 0:5 Toren an Eintracht Frankfurt gescheitert waren, kam Kuntz 1962 auch nur zu einem Einsatz. Bei der 2:3-Niederlage beim FC Schalke 04 stürmte er auf Linksaußen. Im dritten Anlauf, 1963, bestritt er dann neben May, Ringel, Horst Berg und Pidancet fünf Spiele – dabei war auch der 3:0-Heimsieg gegen den Hamburger SV – sowie gegen 1860 München und Borussia Dortmund. Insgesamt bestritt Günter Kuntz in der Oberliga Südwest von 1957 bis 1963 108 Spiele mit 47 Toren. In der Endrunde kam er zu sieben Einsätzen.

### Regionalliga Südwest 1963/64
Da aus dem Südwesten für die neue Fußball-Bundesliga zur Runde 1963/64 nur der 1. FC Kaiserslautern und der 1. FC Saarbrücken vom DFB nominiert wurden, spielte Kuntz mit Neunkirchen 1963/64 in der Regionalliga Südwest. In dieser Runde feierte Kuntz den Meisterschaftsgewinn in der Regionalliga, damit den Einzug in die Aufstiegsrunde und dort das Durchsetzen gegen den Favoriten FC Bayern München. Am 20. Juni 1964 gelang ihm der entscheidende Treffer zum 2:0-Auswärtssieg bei den Bayern gegen Sepp Maier.

### Fußball-Bundesliga und Regionalliga Südwest, 1963 bis 1968
Die Mannschaft von Trainer Horst Buhtz bewies in der Runde 1964/65 mit dem Erreichen des 10. Platzes ihre Leistungsstärke. Kuntz kam zu 20 Einsätzen und steuerte sieben Treffer bei. In der zweiten Saison steigerte Kuntz zwar seine persönliche Bilanz – 28 Spiele mit 13 Toren – aber die Borussen stiegen als Vorletzter in die Regionalliga ab. Der Verein für Bewegungsspiele holte sich die Meisterschaft im Jahr 1967 und wiederum gelang in der Aufstiegsrunde der Aufstieg in die Bundesliga. Jetzt war aber Günter Kuntz oftmals in der Läuferreihe mit Erich Leist und Dieter Schock im Einsatz. Trainer Željko Čajkovski baute in der Bundesliga im Mittelfeld zumeist auf die Formation Günter Kuntz, Erich Hermesdorf und Wolfgang Gayer. 32 Spiele mit zwei Treffern verzeichnete Kuntz in der Saison 1967/68, als die Schwarz-Weißen vom Ellenfeld als 17. wieder in die Regionalliga abstiegen. Nach dem Abstieg wechselte Kuntz nach Österreich zum FK Austria Wien und feierte in den Jahren 1969 und 1970 den zweimaligen Titelgewinn. Er absolvierte für die Austria in der Liga 53 Spiele, in denen er 16 Tore erzielte. Im Europapokal der Landesmeister 1969/70 war er in beiden Spielen gegen Dynamo Kiew im Einsatz.

### Ausklang
Zur Runde 1970/71 kehrte Kuntz zu Borussia Neunkirchen in die Regionalliga Südwest zurück und holte mit Trainer Kurt Sommerlatt und dem herausragenden Mittelfeldspieler Gerd Zewe erneut die Meisterschaft. In der Aufstiegsrunde kam der zuletzt als Libero agierende Routinier allerdings nicht mehr zum Einsatz.

## Stationen
- 1957 bis 1960: VfR Kaiserslautern
- 1960 bis 1968: Borussia Neunkirchen
- 1968 bis 1970: FK Austria Wien
- 1970 bis 1971: Borussia Neunkirchen